# Ett enda ögonblick
Ett enda ögonblick (polska: Tylko jedno spojrzenie) är en polsk kriminal- och dramaserie som hade premiär på Netfix den 5 mars 2025. Serien är baserad på Harlan Cobens roman med samma namn och en nyinspelning av den franska serien Juste un regard från 2017.

## Handling
Serien handlar om Greta som när ett obehagligt fotografi dyker upp måste konfrontera bortglömda sanningar för att rädda sin make från hans mörka hemligheter.

## Rollista (i urval)
- Maria Debska
- Cezary Lukaszewicz
- Piotr Stramowski